# Il calice della vita
Il calice della vita (titolo originale: The Resurrection Maker) è un romanzo dello scrittore statunitense Glenn Cooper.

## Edizioni
- Glenn Cooper, Il calice della vita, traduzione di Roberta Zuppet, Nord, 2013, ISBN 9788842920014.